# Lokca
Lokca (szlovákul Lokca) község Szlovákiában, a Zsolnai kerület Námesztói járásában.

## Fekvése
Námesztótól 7 km-re délnyugatra, a Hrustin-pataknak a Fehér-Árvába torkollásánál fekszik.

## Története
A falu a 16. század középén a vlach jog alapján keletkezett, először 1554-ben „Lokza” alakban említik. Az árvai váruradalomhoz tartozott a községi bíró irányítása alatt. A 17. században a portyázó kuruc és császári hadak többször is kifosztották. 1715-ben 420 lakosa volt. 1778-ban 616 lakos élt a településen.
A 18. század végén Vályi András így ír róla: „LOKCZA. Tót falu Árva Várm. földes Ura a’ K. Kamara, ez előtt mintegy 21 esztendővel egészszen meg égett, lakosai katolikusok, fekszik Magúra hegye alatt, határja meg lehetős termékenységű, egyéb javai is tűrhetők, réttye szép van Oravitze vizénél.”
1828-ban 153 házában 919 lakos élt. Lakói a földművelésen kívül főként kézművességgel foglalkoztak. Később mezőgazdasággal, állattartással, favágással, szövéssel foglalatoskodtak.
Fényes Elek 1851-ben kiadott geográfiai szótárában így ír a faluról: „Lokcza, tót falu, Árva vmegyében, 904 kath., 15 zsidó lak. Kath. paroch. templom. Árva zab termesztés. Sessioja 75. F. u. az árvai uradalom, de 10 sessio és curia a Gyurcsák familiáé. Ut. posta Rosenberg.”
A 20. század elején nevét „Árvalak”-ra magyarosították, de ez nem bizonyult maradandónak. A trianoni diktátumig Árva vármegye Námesztói járásához tartozott.

## Népessége
| Év:            | 1994. | 2004.   | 2014.   | 2024.   |
| -------------- | ----- | ------- | ------- | ------- |
| Emberek száma: | 2048  | 2201    | 2328    | 2524    |
| Eltérés:       |       | +7,47 % | +5,77 % | +8,41 % |

| Év:            | 2023. | 2024.   |
| -------------- | ----- | ------- |
| Emberek száma: | 2480  | 2524    |
| Eltérés:       |       | +1,77 % |

1910-ben 929, túlnyomórészt szlovák lakosa volt.
2001-ben 2166 lakosából 2153 szlovák volt.
2011-ben 2265 lakosából 2166 szlovák volt.

## Nevezetességei
- Szentháromságnak szentelt római katolikus plébániatemploma 1665-ben épült de leégett, a 18. században barokk stílusban bővítették és felújították.
- Nepomuki Szent János szobra 1751-ben készült.

## Külső hivatkozások
- Hivatalos oldal
- Lokca az Árvai régió honlapján
- Községinfó
- Lokca Szlovákia térképén
- E-obce.sk Archiválva 2008. szeptember 20-i dátummal a Wayback Machine-ben